# 大家一起來
《大家一起來》是中國電視公司（中視）經典益智問答節目之一，主持人是趙樹海，開放觀眾組隊報名參賽。

## 概要
《大家一起來》是中視純內製的節目，籌備之初遲遲找不到主持人，中視總經理鍾湖濱邀請趙樹海擔任主持人。趙樹海認為，雖然《大家一起來》剛開始的廣告檔數是零，但是這不重要，「去做也是一種學習」，遂表示同意。於是，趙樹海、鍾湖濱、中視節目部經理與導播每天開會，堅持製播《大家一起來》的鍾湖濱還把美國益智問答節目《家庭問答》的錄影帶拿回台灣來給大家觀摩，才能造就出《大家一起來》。《大家一起來》播出一個半月後，觀眾群被培養出來，所在時段的廣告價碼從零飆升至新台幣三萬元；日後，最高紀錄為廣告一檔（每檔30秒）新台幣六萬八千元、收視率超過50％，「當時還誇張到電視台不准廣告商一次只買一檔；所以每次下我們廣告，大概都要花上（新台幣）二、三十萬元。」
1983年9月19日，《大家一起來》開播，播出時間定為每週一至週六19:00-19:30；同月，《大家一起來》第一任製作人王長安毫不諱言，此節目是以《家庭問答》為藍本。當初中視決定每週一至週六19:00-19:30這一整條線播出《大家一起來》，是一個大膽的嘗試；播出一個月後，由於觀眾還不熟悉，廣告也不甚理想，曾有停播之議；但幾經開會討論，決定續播，沒想到逐漸好轉，普遍受到好評，觀眾報名參加錄影的信件多得驚人。

《大家一起來》第一代佈景

《大家一起來》原先是請五人一組的家庭參加的競賽，每集兩隊參賽，標榜「全家一起來參加，（新台幣）五萬元等者您」，但收視率不佳；當時《大家一起來》的宗旨是希望藉由家庭成員組隊的競賽促進親子關係、改善社會風氣，且藉由觀眾答題的傾向來看一般社會現象與大眾的價值觀。《大家一起來》製作人李南生發現《大家一起來》是當時上班族的熱門話題之一，許多公司行號的職員也寫信建議《大家一起來》開放以公司行號名義參賽。
1983年12月1日，《大家一起來》改為家庭與公司行號參加的競賽，同一公司行號的職員五人一組即可組隊報名參賽，報名方式：在明信片上註明公司行號名稱、隊員姓名、隊員年齡、隊員性別、隊員職稱、公司行號聯絡電話，寄到中視企劃組。同時，為了增加現場熱烈的氣氛，《大家一起來》製作人李成說，1983年12月份起，參加的隊伍可以組織啦啦隊，到現場來觀看並為隊友打氣，也有機會得到獎品：隊友答不出來的答案，即可交由啦啦隊回答，答對者即可獲紀念獎一份。
遇到節日時，《大家一起來》會邀請與節日有關的單位來參加比賽，所問的問題儘量與他們的職業相關；例如郵政節時請來郵政單位組隊，廣播節時請來廣播界知名人士組隊，勞動節時請來勞工界知名人士組隊。專為學生開闢的中視節目《大家一條心》，有一個單元與《大家一起來》型態相同，《大家一起來》製作群提供該單元資料及內容的製作，可彌補學生未能參加《大家一起來》的遺憾。《大家一起來》曾於廣播節請來電視節目製作人黃昭彥及其同事與警察廣播電臺員工一起參加廣播節特别節目。
《大家一起來》的收播口號是：「各位朋友！有興趣，大家一起來！」主題曲是陶大偉、孫越合唱的〈朋友歌〉，因其副歌第一句是孫越的口白：「大家一起來！」
1987年以前，《大家一起來》被歸類為社教節目；1987年，《大家一起來》被改歸類為綜藝節目。 1988年春節後，《大家一起來》改換製作單位、佈景、內容與播出型態，魏約翰接任製作人，趙樹海續任主持人；魏約翰邀請曾在台視連續劇《恰恰碰恰恰》扮演女強人「唐甜心」而走紅的張琴，同時邀請曾在華視綜藝節目《連環泡》擔任短劇單元〈中國小姐〉編劇兼演員的陳繼宗撰寫張琴脫口秀劇本，同時邀請國立藝術學院畢業、壯碩體格、體重超過100公斤的劇場工作者羅北安來與陳繼宗組成一壯一瘦的搭檔。 魏約翰重用陳繼宗，一方面是培育人才，一方面是以「以子之矛，攻子之盾」戰術對付《連環泡》；而陳繼宗取得《連環泡》製作人葛福鴻的諒解，並保證其表演型態「絕不抄襲」；而中視器重陳繼宗的策劃及表演能力，已與他簽訂基本演員合約。
1988年4月，趙樹海評《大家一起來》：「嚴格說起來，《大家一起來》和其他的綜藝節目型態完全不同：我們沒有歌亦沒有舞，著重在現場觀眾的氣氛，製作成本也較其他節目為低。不過，一個常態性節目能夠維持五年，並不是容易的事；它必須保持新鮮，才能吸引觀眾。」
《大家一起來》的「插播卡」是趙樹海想出的一項頗具創意的點子，1986年3月他對這個小小的設計提出他的觀點：「每次在節目告一段落時，那一小段空白時刻，是主持人最感尷尬的時候，對觀眾也是一種尷尬。用插播卡方式，以一句簡單有趣的對白來連接廣告與節目，就好像攝影機淡出淡入的效果；這樣做，要比主持人一再重複同樣一句話收尾，要生動有趣得多。」

## 播出時間
1983年9月19日《大家一起來》開播，1988年7月4日停播。1985年4月8日之前於每週一至週六19:00-19:30播出，1985年4月8日至1985年9月於每週一至週五18:30-19:00播出。1985年9月延長為每週一至週五18:30-19:30播出，但後來又縮為每週一至週五18:30-19:00播出。
《大家一起來》開播時，為了配合《大家一起來》的開播，中視將晚間閩南語連續劇提前至18:30-19:00播出，原本在18:30-19:00播出的社教節目《迷你劇場》、《我愛台北》、《今日神能》、《儷人行》等皆改至週日下午時段播出，《歷史上的今天》則暫停播出。
1985年3月26日，中視主管表示，在台視綜藝節目《強棒出擊》的壓力下，為了找回《大家一起來》的觀眾群，中視將調整18:00-19:30三個節目的播出時間，《大家一起來》播出時間改為18:30-19:00，原本預定本月27日18:00-18:30播出第一集的柳青歌仔戲《大漢中興》改為本月27日19:00-19:30播出第一集；這使《大家一起來》避開了《強棒出擊》，卻使《大漢中興》碰上了華視葉青歌仔戲《周公與桃花女》，形成了「柳青打葉青」的局面；中視主管表示，他們做這項調整時也滿擔心的，但為了保護內製節目，再加上《大漢中興》製作人劉鍾元自認能承擔，他們就不再多加考慮了。

## 規則
首先由兩隊的第一位隊員搶答答題。大部分的題目都是《大家一起來》製作小組的智囊團構想出來，然後印成一百份民意調查問卷，專人送到公共場所請人填寫，然後回收問卷、統計答案。設計題目及答案的原則是著重於生活化與趣味性，避免流於知識性； 例如：「您在什麼地方可以買到愛國獎券？」、「上課的時候呼叫器響了，您會拿什麼理由搪塞？」、「颱風天的時候，什麼人會最忙？」等，搶答最快又最正確的；而且，調查結果最多的，可以享有先答或給對方答的權益。每個搶答題均有六個答案，例如：「上課時，老師做什麼，學生會很緊張？」此題的答案是：
| 答案       | 百分比 |
| ---------- | ------ |
| ㈠公布成績 | 32%    |
| ㈡臨時測驗 | 22%    |
| ㈢臨時抽背 | 14%    |
| ㈣檢查書包 | 11%    |
| ㈤檢查習題 | 8%     |
| ㈥責備學生 | 4%     |
趙樹海會到答題的參賽隊伍面前詢問參賽者答案。第一題由第一名參賽者答出後，接著由第二名參賽者回答，依序下去；如果參賽者遲遲沒有答案，趙樹海就會高舉手，喊「五！」開始倒數五秒；觀眾也會跟著喊：「四！三！二！一！」喊到「一」的時候，工作人員也會按鈴，提醒參賽者快點回答。參賽者答對，翻板會翻出一個標準答案；參賽者答錯，蜂鳴器會響，並且在畫面上出現一個「×」表示「出局」。一個「×」表示「1出局」。達到三個「×」，表示「3出局」，該隊也無法繼續回答，轉交另外一隊共同回答；若這「另外一隊」回答出一個正確答案，該隊所回答的成績均歸回答正確的答題隊所得，失敗者則答題較多的隊伍保留。而趙樹海會開放剩下的答案供觀眾回答，觀眾答對會得到趙樹海當場宣佈的贈品，觀眾答錯者什麼也沒有。名額結束後還有翻板沒翻出來，則趙樹海公布剩下答案。

### 分數計算方法
民意調查結果越高，分數就越高；結果愈低，分數就愈低。第一回合的成績是總計乘以一倍計算，第二回合則以兩倍，第三回合就以三倍計算。三回合下來成績最高者，可以參加拿獎金比賽；分數低者，則喪失衛冕資格。
總分累計，是以得分最高者為優勝。落敗隊伍可以將先前累計的獎金帶回家，並獲得製作單位提供之獎品，其中獎品也有「鳳梨牌料理機」。

### 拿獎金比賽的規定
優勝參賽隊伍派兩名參賽者共同回答完一個題目，例如「在夜市可以買到什麼種類的寵物？」、「家裡面什麼東西壞了，會找爸爸來修？」每名參賽者均有三十秒時間回答，這類題目的答案一共有十題到十二題。前面的題目，則是答對一題新台幣一千元計；最後三題的獎金計算，則是新台幣一萬元、二萬五千元，到五萬元；跟之前的遊戲一樣，若剩下的答案沒被答出來，趙樹海也會開放現場觀眾答題；最後獎金累計，則由翻板翻出該隊可以獲得多少獎金，並取得下一次參賽的資格。

## 單元介紹
〈新聞焦點人物大猜謎〉
1986年9月29日開播。以「二選一」的答題方式猜有關來賓的一切事物，參賽者必須對來賓有充分了解才能答對。首集邀請的來賓為孫越，提示如下：①「他是位橫跨影歌視三棲的男藝人」，②「從來沒有人說過他英俊」，③「他的名聲並不完全建立在演藝事業上」，④「他是位虔誠的基督教徒」，⑤「他的聲音經常被模倣」，⑥「喜歡與朋友共享好的咖啡」。
〈幸運電話號碼大贈獎〉
1986年9月29日開播。每週一至週五，各自抽出電話號碼數字：每週一的來賓抽出區域號碼，每週二至週四的來賓抽出前六碼，每週五的來賓抽出最後一碼。每週五邀請符合區域號碼與前六碼的幸運觀眾10人到現場來觀看來賓抽出最後一碼，抽中者可獲得首獎。在首集中，孫越抽出的區域號碼為「045」。第一週的首獎為一台20吋彩色電視機，獎落台中縣豐原鎮。
〈趣味問答〉
1986年9月29日開播。將過去五人一組的兩隊對抗賽改為三人一組，三題即決定衛冕權。觀眾湊滿三人即可組隊報名參賽，不受以往公司行號參賽的限制。
〈精彩影片欣賞〉
1986年9月29日開播。每天播四段趣味短片，包括片頭的精華剪輯與節目中的三段囊括世界奇人異事的趣味影片，紓解觀眾的緊張情緒，同時增廣見聞。
消遣單元（無官方名稱）
整人單元，1987年1月開播，當時「消遣」一詞的意思就是「整人」。前期專整藝人，後期也整一般路人。製作單位會在整人地點設置隱藏式攝影機，稱為「Candy camera」。 1987年5月15日停播，最後一集播的是「光頭篇」：製作單位邀請演員謝屏楠剃光頭，連續五天在台北市出沒；謝屏楠會戴假髮向路人問路、問完後掀起假髮鞠躬答謝路人，或是在光頭上畫安全帽、騎機車穿梭台北市道路宣導騎機車戴安全帽。
〈我又來了！〉
1987年5月下旬開播的外景單元，外景主持人為陳淑麗。 陳淑麗與兩位來賓一同出外景，陳淑麗出一道題目給兩位來賓猜；例如：陳淑麗、藍心湄與楊耀東同坐台北聯營公車504線的同一輛公車，在指定的路段內，上車的乘客是男性較多還是女性較多。輸者就是衛冕者，上半身得當場披掛印有白色「輸」字的紅色彩帶且必須當場「服務」路人（例如：手持一疊報紙給路人遮擋陽光，或是分送杯裝礦泉水給路人喝），下集還得繼續接受另一位來賓「挑戰」，直到喪失衛冕資格為止。
背景音樂，是使用任天堂紅白機的《超級瑪莉》遊戲背景音樂。
勝負揭曉後，畫回到攝影棚內。在趙樹海的引導之下，優勝隊伍自選一位來賓加入其陣容。沒被優勝隊伍選到的來賓站在挑戰隊伍的位置，用講的或用肢體動作出10至12題，但是絕對不能講出題目中的任何一個字；被優勝隊伍選到的來賓站在優勝隊伍旁，幫忙優勝隊伍在指定的時限內答題。依據優勝隊伍在民意調查時作答時的表現，優勝隊伍享有不同的秒數可答題。趙樹海站在出題來賓身旁，手持12個答案卡，給出題來賓一邊看一邊出題。優勝隊伍遇到沒把握的題目時，可以放棄答該題，換答下一題。答題時，被優勝隊伍選到的來賓答對的題目會給其隊伍加分，答錯不扣分。
依據答對的題目數量，優勝隊伍可以獲得相對應的獎金：
1. 五題以下：新台幣3,000元。
2. 六題：新台幣5,000元。
3. （以下待考。）

〈不同凡想〉
1987年8月開播的短劇單元，是《大家一起來》第一個短劇單元，取代〈我又來了！〉。主要內容為孫情與陳淑麗主演的短劇，以短劇方式表達人腦聯想過程中的笑點，劇中設計題目給參賽者作答，答對者獎金加倍。孫情與陳淑麗曾經在中視八點檔連續劇《上錯天堂投錯胎》中扮演一對夫妻，故被《大家一起來》邀請合作主演本單元的短劇。
〈宣傳資訊篇〉
1988年春節後開播的單元。廣泛邀請各行各業學有專精者，以其專才搭配演員趣味表演，向觀眾介紹各種奇人異事；每集播一個主題，以豐富觀眾生活話題。介紹的主題有〈台灣最大的獅頭〉、〈領帶〉、〈小丑臉譜趣味說〉、〈吳炫三南非、非洲之旅風土文物展〉、〈元宵花燈〉、〈兒童相聲〉等。
〈媽媽樂〉
1988年春節後開播的短劇單元。盧碧雲與敏芳飾演兩位家庭主婦，她們是好鄰居，每天晚餐時刻都會見面，以溫馨逗趣的談話內容點出正題。
〈悶葫蘆〉
1988年春節後開播的短劇單元。城市少女、羅北安與陳繼宗扮演四位高中生，以對話方式演繹青少年「欲道卻不知向何人道」的種種矛盾心理。城市少女扮演的兩位高中生，一個很乖順、一個追求時髦；羅北安與陳繼宗扮演的兩位高中生，是一胖一瘦的組合。
〈六點半〉
1988年春節後開播的短劇單元。平常日晚間六點半，可說是一天的結束，而且是另一生活的開始。張琴扮演一個家庭的女主人，講出社會上的大小事。
〈童話又短路〉
1988年春節後開播的短劇單元。以《中國時報》連載的蕭言中原作漫畫《童話短路》的構想為基礎，編成古今中外童話大會串；大人看了憶起兒時種種情景，小孩看了彷彿置身卡通世界中妙不可言。
現場觀眾問答遊戲（無官方名稱）
事先錄下觀眾進場畫面，於節目進行時播放之，以快轉定格方式選出數名觀眾參加〈開鎖尋寶〉遊戲。
脫口秀開場（無官方名稱）
1988年4月開播的單元，排在每集第一段播出。趙樹海與在該集中出現的全部演員及來賓來一段脫口秀及介紹該集各單元內容，帶動現場氣氛。
〈今天沒問題〉
1988年4月開播的短劇單元。趙樹海與來賓以口語問答生活上的種種問題，小毛（陳繼宗）與鳳麟隨即以誇張即興方式現場表演問題與答案，錄影前不做綵排。
例題：有人問：「如果你的老闆喜歡講黃色笑話，你該怎麼辦？」小毛與鳳麟搶答：「充耳不聞！跟他一起講！暗中錄音，放給老闆娘聽！拿心理叢書給他看！最後一招：辭職！」
〈大家一起來破案〉
1988年4月開播的外景短劇單元。每集邀請來賓參演一段推理短劇，每個推理短劇中都有線索留給觀眾找尋，風格既懸疑又逗趣，例如葉璦菱主演的〈催繳房租費〉、藍心湄主演的〈電梯疑雲〉。固定演員為羅北安與陳繼宗。羅北安扮演「冷面探長」，體格壯碩，個性沉默寡言；陳繼宗扮演「糊塗助理」，體格瘦小，個性聒噪。探長與助理誤打誤撞，發現各種遺留在現場的線索，讓觀眾動腦共同找出謎底、破案拿獎金。
例題：小毛說：「我們這次偵辦的是一件偷竊案。根據資料顯示，小偷是一個左撇子。現在已逮到兩名嫌犯，並且確定小偷是兩名嫌犯中的一位。」趙樹海說：「錄影帶會告訴我們真相！」兩名嫌犯被帶到現場，都說自己不是小偷；助理在一旁問話，問不出個所以然。桌上擺著一盤花生米。探長與助理出去後回來，花生米已被吃了一大半，但不知道是誰吃的。探長請兩名嫌犯簽名，答案揭曉：一位嫌犯用左手簽名，而且字跡工整，證明他是小偷。
〈打陀螺賺獎品〉
1988年4月開播的遊戲單元，僅限猜對〈大家一起來破案〉謎底的現場觀眾參加。現場準備一個比人還高大的陀螺，陀螺上刻有各種名貴且罕見的獎項。參賽者穿上「胖子裝」，在5秒內打動陀螺，然後跑回陀螺邊踩煞車使陀螺停止轉動。最後看指針停在哪一個獎項，參賽者即可獲得該獎項。

## 大事紀
- 1983年，《大家一起來》第100集邀請《大家一起來》導播曾慶普上台，與趙樹海站在一起。曾慶普的長相與趙樹海相似，又穿著與趙樹海同款式的西裝，趣味十足。該集收視率為44.6%。[35][36]
- 1984年4月30日，中視出版部選錄《大家一起來》中的一千個問題集結成書《大家一起來》，書中每一個問題各有六個答案，但是該書特別聲明：「只供參考，不是『標準答案』。也許您有更多、更好、更妙的回答。無論如何，願您會心一笑！」
- 1984年5月底，為了擴大台灣中南部觀眾的參與感，《大家一起來》在台中女中大禮堂錄製兩百集特別節目，現場搭一個與攝影棚內完全相同的佈景，邀請曾代表台中及高雄地區的優勝隊伍與台北的優勝隊伍比賽。[15]
- 1984年7月31日20:40，廣播電視大廈二樓司機休息室發生火災，消防大隊初步判定起火原因是未熄滅的香菸點燃沙發所引起，無人受傷，影響不大；當時正在錄影的《大家一起來》與閩南語連續劇《夜市生意人》，皆因火災而暫停錄影。[37]
- 1984年12月22日19:00～19:30，《大家一起來》播出第400集，邀請八點檔連續劇《一剪梅》演員群與綜藝節目《黃金拍檔》主持群參加對抗賽，現場觀眾是三軍總醫院的醫生與護士合計一百八十餘人，本年趙樹海住院的主治醫師也是現場觀眾之一。[38]
- 1985年7月28日，行政院新聞局廣播電視事業處（廣電處）書面警告《大家一起來》：由於近日該節目參賽隊伍參賽時頻頻在節目中自我廣告，故新聞局除書面警告外，要求製作單位注意防範，加強該節目檢視工作。
- 1985年10月22日，行政院新聞局廣電處認定《大家一起來》介紹節目贈品的畫面有替廠商作廣告（置入性行銷）之嫌，故與該節目導播、製作人溝通，並延請專家學者觀看「問題畫面」以作為諮詢參考。
- 1985年12月31日，《大家一起來》播出第700集。[39]
- 1986年4月16日下午，內政部部長吳伯雄頒獎表揚《大家一起來》贊助社會福利事業達新台幣一百八十多萬元的義舉，中視副總經理張法鶴、《大家一起來》主持人趙樹海、中視節目部經理王世綱、中視社會服務部主任洪縉曾等人至內政部領獎，張法鶴代表受獎。[40]
- 1987年2月27日15:30，中國國民黨中央委員會文化工作會副主任朱宗軻頒贈一面紀念獎牌給《大家一起來》[41]，頒獎理由為「內容生動活潑，兼能發揮寓教於樂之傳播功能」[42]。同日19:00，《大家一起來》播出第1000集，以莊敬高中學生20餘人組成的鼓號樂隊揭幕，樂隊演奏開場樂完畢後是趙樹海進場致詞，現場16台電視機在趙樹海致詞完畢後同時放映1000集以來的精彩片段集，李景光擔任精彩片段集旁白，第一任製作人王長安與李成、時任（第二任）製作人李元凱、中視總經理鍾湖濱均到場祝賀。[22]《大家一起來》自第1000集起，製作人李元凱卸任，導播曾慶普接任製作人，李迪捷接任導播。[41]
- 1987年5月15日，《大家一起來》製作單位聲明，他們從未在三更半夜打電話騷擾觀眾、且在電話中發怪聲整觀眾，此行為係疑似對《大家一起來》不友善的個人或團體冒用《大家一起來》名義製造不利《大家一起來》的現象。[29]
- 1988年7月，《大家一起來》改版為《歡樂一起來》，偏向綜藝節目風格；同年10月，《歡樂一起來》改版為《歡樂巨砲》，但是收視率仍無好轉；同年，《歡樂巨砲》停播。同年，趙樹海以《大家一起來》獲得第23屆金鐘獎最佳綜藝節目主持人獎；同年10月，趙樹海以《大家一起來》獲得台北市演員工會頒發表演藝術金龍獎最佳主持人獎。[43] 1989年1月2日，中視推出王長安製作、羅璧玲主持的綜藝節目《天天看我》（首播期間：1989年1月2日至1989年4月24日），接替《歡樂巨砲》。《天天看我》內容有歌唱、才藝表演、猜謎贈獎。《天天看我》停播之後，《歡樂現場》接棒至1989年5月26日停播。[44]
- 1998年7月6日至1998年10月2日，傳訊電視大地頻道播出《大家一起來猜猜》，為《大家一起來》的重製版，共69集，製作單位是萬世國際，主持人同樣是趙樹海，節目口號是：「各位朋友！有興趣，大家一起來猜猜！」
- 《大家一起來猜猜》停播後，1998年10月15日開播、同樣在傳訊電視大地頻道播出、同樣由萬世國際製作的《戰爭遊戲：War Game》（播出日期1998年10月15日起）為同一型態之節目，主持人為徐乃麟。《戰爭遊戲：War Game》後期的遊戲規則（得分方式）與《大家一起來》相同，只是：答錯並有參賽者「出局」時，還會有短暫由地面竄起的乾冰，並且參賽者成為「俘虜」，象徵性的被「關」在「監牢」內。
- 2009年10月27日，中視以頒獎典禮形式錄製40週年台慶特別節目《展旺巔峰 再現風華》，邀請趙樹海帶領郭子乾、羅時豐、李蒨蓉、白歆惠、藍鈞天、高以翔、丁春誠等來賓重現《大家一起來》。[45]
- 2019年12月，周華健的歌〈飛飛飛飛飛〉MV開場模仿《大家一起來》開場，趙樹海喊口號：「各位朋友，大家飛起來！」[46]

## 同類節目
- 家庭問答
- 中視《大家一條心》，於1984年3月4日起，至1985年5月26日為止，共計59集，趙樹海主持。（《大家一條心 全民趣味運動大競賽》為各縣市組隊參加的體能與才藝競賽，1985年9月21日至1985年11月16日止，共9集。）
- 中視《發燒幸運星》，於1989年8月12日起，至同年11月25日為止，共計10集，趙樹海主持。
- 中視《天才總動員》，於1991年7月1日起，至1992年6月30日為止，共計262集，高怡平主持。

## 續集節目
- 中視《大家一起來2.0》

## 外部連結
- 《大家一起來》錄影實況照片[47]

| 中國電視公司 | 中國電視公司                                | 中國電視公司 |
| ------------ | ------------------------------------------- | ------------ |
|              | 大家一起來 （1983年9月19日 - 1988年7月4日） |              |
| —            | 歡樂一起來                                  |              |